# Cixius opposita
Cixius opposita är en insektsart som beskrevs av Walker 1851. Cixius opposita ingår i släktet Cixius och familjen kilstritar. Inga underarter finns listade i Catalogue of Life.